# إقن
إقن أو أقن هو إله مصري قديم ونادرًا ما يُذكر في المصادر. ذُكر لأول مرة في كتاب الخروج للنهار الشهير بكتاب الموتى. وفيه، كان يرشد إله الشمس رع كـ"حامي قارب رع السماوي" من خلال "جلب خاتم الشن إلى جلالته". وُصف أيضًا بـ"فم الزمن"، حيث سحب الآلهة والشياطين "حبل الزمن"، كما هو موصوف في مقبرة الملك سيتي الأول.